# Rue Jacques-Cujas
Pour les articles homonymes, voir Rue Cujas.
La rue Jacques-Cujas (en occitan : carrièra Jacme Cujas) est une voie de Toulouse, chef-lieu de la région Occitanie, dans le Midi de la France.

## Situation et accès

### Description
La rue Jacques-Cujas est une voie publique. Elle se situe au cœur du quartier du Capitole, dans le secteur 1 - Centre. Elle naît perpendiculairement à la rue Peyrolières, presque dans le prolongement de la rue de la Daurade. Elle suit un parcours relativement rectiligne de 116 mètres de long, d'ouest en est. Elle reçoit la rue du Prieuré à gauche, puis se termine au carrefour de la place de la Bourse. Elle est prolongée à l'est par les rues Temponières, Peyras, Genty-Magre, Antonin-Mercié, Cantegril et d'Astorg. Sa largeur est d'environ 6 mètres sur tout son parcours.

### Voies rencontrées
La rue Jacques-Cujas rencontre les voies suivantes, dans l'ordre des numéros croissants (« g » indique que la rue se situe à gauche, « d » à droite) :
1. Rue Peyrolières
2. Rue du Prieuré (g)
3. Place de la Bourse

## Odonymie

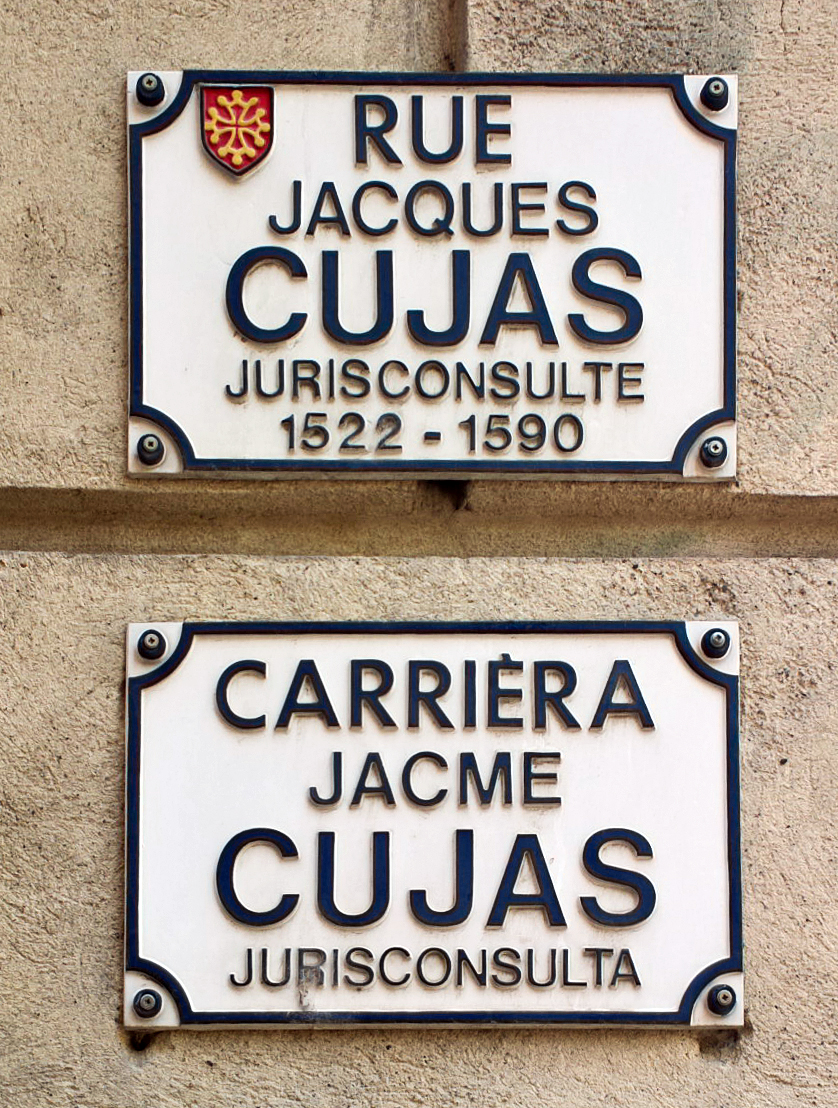
Plaques de rue en français et en occitan.

Le nom de la rue Jacques-Cujas rend hommage à une célèbre figure toulousaine, Jacques Cujas. Le jurisconsulte est né dans une maison de cette rue (emplacement de l'actuel no 12). Celle-ci a reçu ce nom le 15 avril 1806, par décision municipale, à la suite d'une initiative du Journal de la Haute-Garonne.
Au Moyen Âge, dès la première moitié du XIVe siècle au moins, cette petite rue portait le nom de rue de la Tour-de-Najac, car elle aboutissait à la place du même nom (actuelle place de la Bourse), où se trouvait la tour de la famille de Najac. Au milieu XVe siècle, elle portait aussi le nom de rue des drapiers, car les marchands de draps étaient particulièrement nombreux dans cette rue. Le « clos de la draperie » se trouvait d'ailleurs au bout de la rue. À la Révolution, la rue est débaptisée et est renommée en 1794, comme la rue de la Daurade, dont elle est la continuation, rue Rousseau, en hommage au philosophe des Lumières, Jean-Jacques Rousseau.

## Histoire

### Moyen Âge et période moderne
Au Moyen Âge, la rue de la Tour-de-Najac dépend, pour les maisons du côté nord, du capitoulat du Pont-Vieux et, pour les maisons du côté sud, du capitoulat de Saint-Pierre-Saint-Martin, réuni en 1438 au capitoulat de la Daurade. La population est principalement composée de marchands drapiers qui donnent leur nom à la rue. Ils sont effectivement nombreux dans les rues qui aboutissent à la place de la Tour-de-Najac (actuelle place de la Bourse), particulièrement la Grande-rue Malcousinat (actuelle rue de la Bourse). Loin d'être de pauvres artisans, ces drapiers sont généralement de riches bourgeois. Ils organisent la production du tissu en contrôlant toute la filière de production textile, achetant les tissus grossiers aux tisserands, puis les faisant transformer par les pareurs (paradors en occitan), les foulonniers ou les teinturiers, avant de les vendre. Leur corporation possède, dans une maison à l'angle de la rue et de la place de la Tour-de-Najac, un lieu de réunion, connu comme le « clos de la Draperie » (en occitan : ombrador de la Draperia).
Le grand incendie du 7 mai 1463 ruine la rue. La population reste populaire et la plupart des maisons reconstruites au cours du XVIe siècle ne sont que de simples maisons en corondage (actuels no 5, 9, 11 et 15 ; no 8 et 10), malgré les interdictions répétées des capitouls. La présence des marchands et des artisans textiles ne se dément pas après le XVIe siècle. Le tondeur de draps Guillaume Cugeux ou Cujas, père du jurisconsulte Jacques Cujas, s'installe dans une maison de cette rue, où grandit son fils (actuel no 12).
Si les vastes hôtels particuliers de parlementaires restent rares dans cette rue comme dans le quartier, on note cependant la construction de belles demeures pour certains membres de l'élite locale, tel le marchand Antoine Martin en 1612 (actuel no 7) ou Guillaume Rigail d'Ouvrier, conseiller aux requêtes du parlement, vers 1630. À partir du XVIIIe siècle, la rue se transforme sous l'impulsion des travaux d'élargissement des voies de la ville et d'embellissement des façades. C'est à cette époque que sont reconstruits la plupart des immeubles, faisant disparaître les façades plus anciennes (actuels no 13 ; no 2-4 et 18).

### Époque contemporaine
Les travaux se poursuivent, au XIXe siècle, donnant à la rue son visage actuel (actuels no 1-3 ; no 2, 10, 16 et 20-22).
Au tournant des années 2000, la rue Jacques-Cujas ne bénéficie pas vraiment des opérations de réhabilitation du centre-ville, qui touchent principalement la place de la Bourse en 1999, puis la rue Peyrolières en 2003. Elle profite cependant de l'attractivité nouvelle du quartier et voit les boutiques, principalement de vêtement, se multiplier.
Le 29 novembre 2019, la toiture de l'immeuble inhabité situé au N.4 s'effondre sans faire de victimes.

## Patrimoine et lieux d'intérêt
- no  2 : immeuble. 
L'immeuble, qui s'élève à l'angle de la rue Peyrolières, est construit au XVIIIe siècle, mais profondément remanié au siècle suivant. La façade principale, sur la rue Jacques-Cujas, se développe sur cinq travées et trois niveaux, séparés par des cordons de brique. Au rez-de-chaussée, deux arcades de boutique encadrent la porte, qui a conservé une imposte en fer forgé aux motifs géométriques[10].

- no  3 : immeuble (deuxième quart du XIXe siècle)[11].
- no  4 : immeuble (deuxième moitié du XVIIIe siècle)[12].
- no  5 : immeuble[13].
- no  6 : immeuble (1688)[14].

- no  7 : maison du marchand Antoine Martin. 
Cette maison, construite à la fin du XVIe siècle ou au début du siècle suivant, est achetée en 1612 à la famille du capitoul Jean Astorg par le marchand Antoine Martin. L'édifice a quatre travées sur la rue et s'élève sur deux étages avec un étage de mirandes couronnée par un avant-toit. La façade a été remaniée au XIXe siècle, mais on remarque, au rez-de-chaussée, deux arcades de boutique, dont le linteau en bois de la devanture de droite porte la date de 1612, qui sont encadrées par deux portes. Celle de gauche donne accès à la remarquable cour intérieure : au-dessus du rez-de-chaussée en brique se dresse un pan de bois à croix de saint André hourdé de brique. Les fenêtres sont à meneaux en bois, décorés de motifs végétaux et géométriques. Une galerie en bois à balustres plats court le long des élévations ouest et nord sur cour[15].

- no  8 : immeuble (fin du XVe – XIXe siècle)[16].
- no  9 : immeuble[17].

- no  11 : immeuble. 
Cet immeuble garde les traces de plusieurs campagnes de construction et de remaniements successifs entre le XVe siècle et le XIXe siècle. Le rez-de-chaussée date probablement de la fin du XVe siècle ou du début du XVIe siècle : il est formé par un portique en bois de chêne mouluré, et le poteau à côté de la porte garde la trace d'une moulure qui s'interrompt, rappelant un encadrement de style gothique en forme d'arc en accolade. L'immeuble s'élève sur deux étages avec comble à surcroît, reconstruits postérieurement au rez-de-chaussée, et dont les formes et les garde-corps en fer forgé datent du XVIIIe siècle. La construction en corondage, avec pan de bois et hourdis, n'est pas visible, cachée par l'enduit qui les recouvre. Sur la cour, toujours dotée de son puits, la façade postérieure semble dater de la même époque. Le départ de l'escalier est en fer forgé et se poursuit avec des balustres en bois, peut-être du XVIIe siècle[18].

- no  15: immeuble. 
L'immeuble, à corondage, est construit entre les XVIe et XIXe siècles. Le pan de bois est masqué par l'enduit. Il s'élève sur deux étages et un niveau de comble, séparés par des corniches moulurées en bois. Les étages sont éclairés par des fenêtres. Au 1er étage, elles ont des balconnets dont les garde-corps sont en fonte[19].

- no  17 : immeuble. 
L'immeuble, de style classique, est construit au XVIIe siècle, peut-être pour Guillaume Rigail d'Ouvrier, conseiller aux requêtes du Parlement entre 1631 et 1638. Le vaste édifice de sept travées s'élève sur trois étages couronnés d'une large corniche. Au rez-de-chaussée, le portail central est voûté en plein cintre et alterne la pierre et la brique. Les arcades des boutiques ont chacune une clé d'arc ornée d'une pointe-de-diamant. Aux étages, les fenêtres rectangulaires, toutes couronnées d'une fine corniche, ont des crossettes originales[20].

- no  18 : immeuble (deuxième moitié du XVIIIe siècle)[21].
- no  19 : immeuble (XVIe – XVIIIe siècle)[22].

## Personnalités

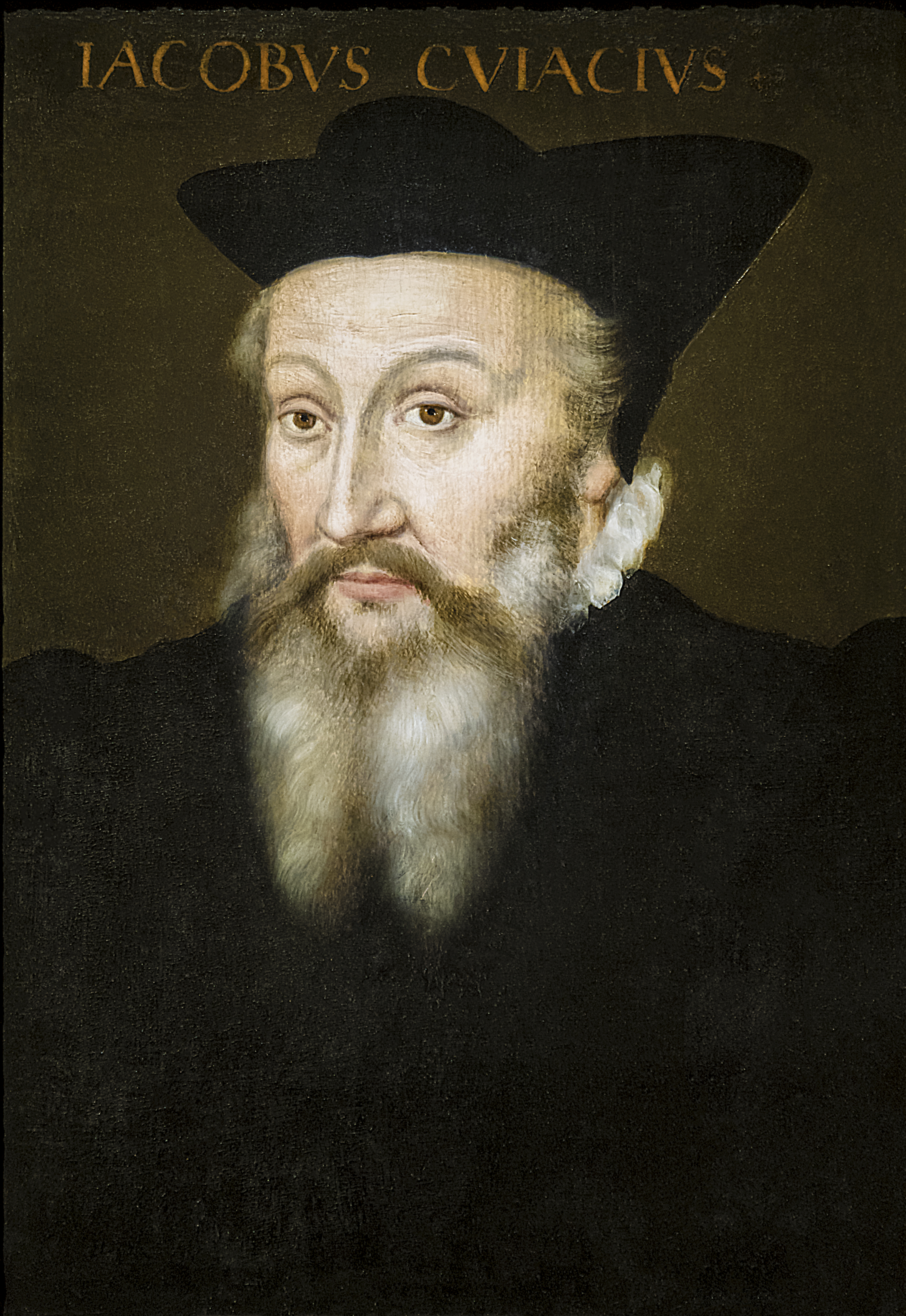
Portrait anonyme de Jacques Cujas (vers 1580, Cour d'appel de Toulouse).

- Jacques Cujas (1522-1590) : c'est dans un immeuble disparu, à l'emplacement du no 12, que se trouvait la maison où grandit Jacques Cujas, né en 1522. Son père, baissaire, c'est-à-dire tondeur de draps, louait en 1521 une autre maison de cette rue (actuel no 4), avant de déménager en 1525 au no 12. Il acheta finalement la maison en 1541[7].

- Ferdinand Fauré (1825-1881) : Pierre Alexandre Fauré, dit Ferdinand, né à Roques, fut un riche négociant. Il fit par testament d'importantes donations à la ville, notamment à l'Institut des jeunes aveugles et aux écoles publiques. Il mourut dans son appartement le 19 septembre 1881 (actuel no 3)[23].

- Joseph Laurent (1873-1934) : c'est dans l'immeuble du no 3 qu'est né Firmin Marie Émile Joseph Laurent, fils du négociant Julien Laurent, le 14 juin 1873. Médecin dans le quartier de Saint-Martin-du-Touch, il s'est consacré jusqu'à sa mort, le 10 septembre 1934, à soigner les malades[24].